# Patrick Gaubert
Patrick Gaubert este un om politic francez, membru al Parlamentului European în perioada 2004-2009 din partea Franței. 
1. ↑  Autoritatea BnF, accesat în 31 decembrie 2019
2. ↑  Autoritatea BnF, accesat în 10 octombrie 2015
3. ↑  Deputații în Parlamentul European